# Nelson le Follet
Nelson le Follet, nome d'arte di Bartolomeo Viganego, detto Enrico o Enrichetto (San Fruttuoso, 14 maggio 1869 – Chiavari, 20 settembre 1943), è stato un illusionista, trasformista e acrobata italiano.

## Biografia
Da giovane era stato atleta della Società Ginnastica Cristoforo Colombo, dedicandosi in seguito, con il nome di "Diavolo Rosso", ai giochi acrobatici in alcuni famosi circhi dell'epoca, tra cui il Circo Parish. Il suo passato di ginnasta gli permise di esibirsi in particolare come antipodista, esperto dell'arte circense del giocolare oggetti con i piedi, restando sdraiato sulla schiena e tenendo le gambe sollevate più o meno verticalmente. Si dedicò in seguito agli spettacoli di pantomima, al trasformismo e all'illusionismo nei teatri italiani (fra cui il Malibran di Venezia), francesi e spagnoli con la sua compagnia "Troupe Nelson" .
Nel 1898-99, utilizzò nei suoi spettacoli in Italia un apparecchio di proiezione prodotto dai fratelli Auguste e Louis Lumière.
All'inizio del secolo tenne le sue esibizioni prevalentemente nei teatri con il nome d'arte di Nelson Viganego, Nelson Le Follet o Nelson Follet e qualche volta nella versione italiana di "Nelson Folletto". Dopo l'esperienza circense, un altro luogo ideale per gli spettacoli di Nelson fu il caffè-concerto sul modello parigino. Nell'aprile 1902 mise in scena al Teatro Umberto I di Napoli lo spettacolo dal titolo Arizof, descritto dai giornali dell'epoca come “azione coreografica fantastica spettacolosa di Nelson Follet (prosa, musica e ballo)”. Prima ballerina era Elvira Valentini.
Tenne spettacoli dal 1896 in Spagna, Francia (fra cui all'Olympia di Parigi), Belgio, Germania, Polonia, Estonia, Russia, Turchia, Egitto, Argentina e Brasile, rimanendo in attività fino alla vigilia della Prima Guerra Mondiale.
Dal 1912 lavorò come impresario teatrale avendo come sede Genova fino almeno alla fine degli anni Venti. Nel 1915 brevettò il Kinospectre, un sistema di proiezione che i giornali dell'epoca dicevano "destinata a rivoluzionare la Cinematografia".
Di Nelson Le Follet rimangono solo poche immagini in locandine teatrali. L'unica fotografia esistente, dei primi del Novecento, mostra un affascinante Enrico, abbigliato con un cappotto di lontra con revert di castoro e un cappello a cilindro. È sepolto a Genova nel Cimitero monumentale di Staglieno.